# Angelina Muniz
Angelina Muniz (21 de marzo, de 1955, Río de Janeiro, Brasil) es una actriz de telenovelas brasileña.

## Filmografía
- 1978 - Sinal de Alerta.... Rita
- 1980 - Plumas e Paetês.... Cláudia
- 1980 - Pé de Vento.... Mila
- 1981 - Jogo da Vida.... Flávia Navarro "Jacaroa do Pantanal"
- 1982 - A Força do Amor.... Hilda
- 1983 - Final Feliz… Gláucia
- 1984 - Vereda Tropical.... Angelina
- 1985 - Uma Esperança no Ar.... Ana
- 1987 - Sassaricando.... Isabel (Bel)
- 1990 - Gente Fina.... Dinorah
- 1994 - Éramos seis… Karime
- 1995 - Sangue do Meu Sangue.... Zulmira
- 1996 - Dona Anja.... Maria Helena
- 1999 - Tiro e Queda.... Lúcia
- 2001 - O Direito de Nascer.... Condessa Victória
- 2005 - Bang Bang… Violeta Bolívar
- 2006 - Bicho do Mato.... Francisca
- 2007 - Louca Família.... Alcina
- 2007 - Caminhos do Coração.... Cassandra Fontes Martinelli
- 2008 - Os Mutantes - Caminhos do Coração.... Cassandra Fontes Martinelli
- 2008 - Louca Família.... Gisela "Gigi" Perez Pinheiro
- 2009 - O Casamento de Jarilene.... Gisela "Gigi" Perez Pinheiro
- 2009 - Louca Família.... Gisela "Gigi" Perez Pinheiro
- 2010 - Pousada da Jarilene.... Valeruska
- 2010 - Ribeirão do Tempo.... Leia Pelago
- 2015 - Moisés y los diez mandamientos : Tuya
- 2017 - Belaventura .... Matrona Mascate
- 2018 - Jesus .... Yarin / Mulher Samaritana

### Cinema
| Año  | Título                       | Papel                 |
| ---- | ---------------------------- | --------------------- |
| 1978 | As Borboletas também Amam    | Mônica                |
| 1978 | Fim de Festa                 | Malu                  |
| 1978 | O Inseto do Amor             | Zuleica               |
| 1979 | O Sol dos Amantes            | Ritinha               |
| 1979 | Nos Embalos de Ipanema       | Verinha               |
| 1979 | Amante Latino                | Sandra Rosa           |
| 1980 | O Grande Palhaço             | Trapezista Irma       |
| 1981 | Karina, Objeto do Prazer     | Maria do Carmo/Karina |
| 1982 | Tchau Amor                   | Rejane                |
| 2007 | Olho de Boi                  | Evangelina            |
| 2016 | Os Dez Mandamentos - O Filme | Rainha Tuya           |

### Teatro
- A Detetive Mágica